# Rivolta di Wuchang
La rivolta di Wuchang (武昌起義T, 武昌起义S, Wǔchāng QǐyìP) del 10 ottobre 1911 diede inizio alla Rivoluzione Xinhai, che portò al crollo della dinastia Qing e alla costituzione della Repubblica di Cina l'anno seguente.
La rivolta scaturì dalle proteste causate dal "Movimento di protezione delle ferrovie" e, per la prima volta, i militari del Nuovo Esercito si unirono ai ribelli, assaltando il palazzo governativo imperiale locale e determinando il successo dell'insurrezione.
Il 10 ottobre divenne in seguito festa nazionale per il governo nazionalista e ancora prima anche per il governo Beiyang della Repubblica di Cina; ancora oggi è festa nazionale a Taiwan, mentre nella Repubblica Popolare Cinese non è festa nazionale, ma possono esserci celebrazioni.

## Antefatto
Nel 1900 l'impero della dinastia Qing aveva creato un esercito modernizzato, chiamato il "Nuovo Esercito". A quel tempo la città di Wuchang (ai tempi  odierni, Distretto di Wuhan), sul fiume Azzurro, nella provincia di Hubei, aveva le più moderne industrie militari che fabbricavano armi e altre forniture militari per il Nuovo Esercito. Le idee rivoluzionarie di Sun Yat-sen influenzarono ampiamente gli ufficiali e i soldati del Nuovo Esercito a Wuchang; difatti molti di essi si iscrissero in organizzazioni rivoluzionarie.

## La rivolta
Nel 1905 degli imprenditori cinesi avevano acquistato i diritti per costruire delle linee ferroviarie tra Guangzhou e Wuhan e tra quest'ultima e il Sichuan. Queste linee vennero però nazionalizzate dal governo in quanto sfuggivano al suo controllo. Gli investitori, sentendosi ingannati, protestarono fortemente e violentemente, specie nel Sichuan. Lo stato inviò quindi l'esercito a sopprimere i disordini. A seguito di uno scoppio accidentale di una bomba, la Lega giurata rivoluzionaria cinese, con solo 2000 uomini, assaltò un deposito d'armi governativo e cacciò il governatore e il comandante militare locale, occupando in breve tempo la città.
I rivoluzionari poi telegrafarono alle altre province, chiedendo loro di dichiarare l'indipendenza: entro sei settimane; quindici province proclamarono la secessione.
Il motivo di un così rapido successo fu il fatto che il governo centrale considerava la rivolta solo come l'ultima di una serie di piccoli ammutinamenti, che si erano verificati nel sud della Cina, da schiacciarsi una volta per tutte quando si sarebbe presentata l'occasione.
Per tali motivi fu ritardato l'invio di un contingente militare, ma ciò finì con l'avere conseguenze molto più grandi, perché nacquero assemblee provinciali in molte province meridionali, le quali dichiararono l'indipendenza dai Qing e fedeltà alla ribellione.
Sun Yat-sen stesso non svolse alcun ruolo diretto nella rivolta. Egli era in viaggio negli Stati Uniti, cercando a tamburo battente il sostegno dei cinesi d'oltremare. Seppe della rivolta leggendo un giornale di Denver (Colorado). All'interno del Tongmenghui, Sun aveva favorito una rivolta nella sua nativa Guangdong, citando locali anti-sentimento Manciù. Il rivale di Sun all'interno dell'Alleanza, Huang Xing, favorì una rivolta nella Cina centrale e pianificò una rivolta per la fine di ottobre. I capi rivoluzionari furono così colti di sorpresa, lasciando gli ammutinati senza un leader. Li Yuanhong fu trascinato da sotto il letto e costretto a mano armata a diventare il leader della rivolta, e divenne l'unico uomo che abbia mai servito due volte come presidente del governo repubblicano di Pechino.
Tra i motivi che più influirono sulla rivolta bisogna considerare che ormai molti cinesi ritenevano che la dinastia Qing avesse perso il mandato del cielo: le catastrofi naturali, come gli incendi e le inondazioni, che sono spesso considerati segni della divinità, e il fiume Azzurro, che era straripato nel 1911 uccidendo oltre 100 000 persone, non fecero altro che alimentare tali dicerie.
Il governo Qing, guidato dal reggente 2º principe Chun, non riuscì a rispondere per alcune settimane cruciali. Questo diede il tempo ai rivoluzionari di dichiarare un governo provvisorio. Entro un mese, i rappresentanti delle province secessioniste si incontrarono e dichiararono la Repubblica di Cina. Sun tornò in Cina il 25 dicembre e il 29 dicembre, a Nanchino, fu eletto presidente provvisorio della Repubblica di Cina da parte dei rappresentanti delle sedici assemblee provvisorie (cosa che fece arrabbiare molto Yuan Shikai). Sun Yat-sen era a conoscenza della potenza militare di Yuan Shikai e così il 12 febbraio del 1912 accettò un accordo precedente che lasciò Yuan in carica.

## Cultura
La data della rivolta, 10 ottobre, ampiamente conosciuta come Double Ten Day (cinese tradizionale: 双 十 节), viene celebrata come la festa nazionale (cinese tradizionale: 国庆 日) della Repubblica di Cina. Si tratta di una delle festività nazionali più importanti di Taiwan.
Il 10 ottobre non è la festa nazionale della Repubblica Popolare Cinese, ma ci possono essere anche le attività commemorative nella Cina continentale, di solito in riferimento al giorno, come l'anniversario della rivolta di Wuchang (cinese semplificato: 武昌 起义 纪念日).